# Gammelbodtjärnen (Bergsjö socken, Hälsingland)
Gammelbodtjärnen är en sjö i Nordanstigs kommun i Hälsingland och ingår i Harmångersåns huvudavrinningsområde. Sjön har en area på 0,131 kvadratkilometer och ligger 110 meter över havet.

## Delavrinningsområde
Gammelbodtjärnen ingår i det delavrinningsområde (687907-155424) som SMHI kallar för Utloppet av Längsterbodsjön. Medelhöjden är 186 meter över havet och ytan är 34,6 kvadratkilometer. Räknas de 76 avrinningsområdena uppströms in blir den ackumulerade arean 696,29 kvadratkilometer. Avrinningsområdets utflöde Harmångersån (Kölån) mynnar i havet. Avrinningsområdet består mestadels av skog (76 procent). Avrinningsområdet har 4,44 kvadratkilometer vattenytor vilket ger det en sjöprocent på 12,8 procent.